# Yuval Ashkenazi
Yuval Ashkenazi (in ebraico יובל אשכנזי‎?; Giv'atayim, 13 febbraio 1992) è un calciatore israeliano, centrocampista svincolato.

## Carriera
Ha giocato nella prima divisione israeliana con Bnei Yehuda e Maccabi Haifa, club con cui nella stagione 2020-2021 ha anche vinto il campionato.

## Palmarès

### Club

#### Competizioni nazionali
- Campionato israeliano: 1

Maccabi Haifa: 2020-2021
- Coppa Toto Al: 1

Maccabi Haifa: 2021-2022